# Bouvard e Pécuchet
Bouvard e Pécuchet (Bouvard et Pécuchet) è un romanzo incompiuto di Gustave Flaubert pubblicato postumo nel 1881.
Il libro fu scritto da Flaubert negli ultimi cinque anni di vita, durante i quali assorbì sentimenti e idee contrastanti nei confronti degli accadimenti della sua epoca, dal progresso agli ideali democratici, dall'affermazione della borghesia al momentaneo successo del movimento che lo insospettì maggiormente, ossia "la marea che rischiava di trascinare tutto davanti a sé", come Flaubert definì la Comune di Parigi.

## Trama
A Parigi due uomini, Bouvard e Pécuchet, si incontrano e fanno conoscenza, scoprendo che non solo svolgono lo stesso lavoro di copisti, ma hanno gli stessi interessi, specialmente per quanto concerne l'agricoltura. Una eredità improvvisa consente loro di cambiare vita e vanno a vivere in una fattoria nel Calvados, vicino a Caen, dedicandosi all'agricoltura. Si rivelano però incapaci di gestire le difficoltà derivanti dalla nuova occupazione.
Decidono quindi di occuparsi d'altro e si dedicano prima alla medicina, poi alla chimica, alla geologia, alla politica con gli stessi tragicomici risultati, nonostante l'uso di manuali e l'intervento di vicini più esperti. Non contenti di tutti questi esperimenti, i due protagonisti si accostano alla letteratura per scoprire l'importanza della psicologia, del romanzo storico e della scrittura; poi alla ginnastica, allo spiritismo, alla magia e alla filosofia; e, proprio quando meditano un suicidio da eseguire nella notte di Natale, scoprono l'importanza della pedagogia e decidono di adottare due orfani. Stanchi dei tanti fallimenti, decidono di tornare alla loro antica professione.
A questo punto l'opera si interrompe. Nelle intenzioni di Flaubert, desunte dagli scartafacci rimasti circa il progetto, il romanzo avrebbe dovuto comprendere un secondo volume destinato a riunire ciò che i due personaggi avevano deciso di copiare e raccogliere insieme. Tale materiale, intitolato provvisoriamente Dizionario delle idee correnti e Catalogo delle idee chic, costituì il postumo Dizionario dei luoghi comuni, dal quale lo scrittore avrebbe presumibilmente tratto le idee per il proseguimento e la conclusione della storia.
Secondo lo scrittore "flaubertiano" Julian Barnes, «Bouvard e Pécuchet è un libro che parla proprio dell'eccesso di erudizione, o del dilettantismo ossessivo, o dell'erudizione inutile o dell'erudizione maldestra». Inoltre, si tratterebbe in sostanza di una commedia avente al centro nientemeno che «i più patetici sforzi dell'umanità verso la conoscenza e l'illuminazione».

## Edizioni italiane
- Bouvard e Pécuchet, traduzione di Claudio De Mohr, Milano, Edizioni Alpes, 1927.
- Bouvard e Pécuchet, traduzione di Gina Martini, Milano, Edizioni Alfa, 1943. - Milano, Edizioni Allegranza, 1944; Macerata, Quodlibet, 2018.
- Bouvard e Pecuchet, traduzione di Orsola Nemi, Collezione La Gaja Scienza n.5, Milano, Longanesi, 1946.
- Bouvard e Pécuchet, traduzione di e prefazione di Bruno Schacherl, Firenze, Vallecchi, 1947-1974.
- in  Romanzi e racconti (1869-1880). Volume II: L'educazione sentimentale. Ultime opere. Teatro, traduzione di a cura di Renato Prinzhofer e Silvio Giovaninetti, Milano, Mursia, 1962.
- Bouvard e Pécuchet, traduzione di Camillo Sbarbaro, con un saggio di Lionel Trilling, Collezione i millenni, Torino, Einaudi, 1964. - Milano: Oscar Mondadori, 1968; con un saggio di Raymond Queneau e introduzione di Sebastiano Vassalli, Torino: Einaudi, 1996.
- Madame Bovary. Bouvard e Pécuchet. Un cuore semplice, traduzione di Marga Vidusso, introduzione di Libero Bigiaretti, Roma, Gherardo Casini Editore, 1969.
- Bouvard e Pécuchet, traduzione di Bruno Nacci, Collana i grandi libri, Milano, Garzanti, 1991.
- Bouvard e Pecuchet. Sciocchezzaio, traduzione di Gioia Angiolillo Zannino, prefazione di Roger Kempf, a cura di Lea Camminiti Pennarola, 2 voll., Collezione Classici, Milano, Rizzoli, 1992. - Milano, BUR, 1995.
- Bouvard e Pécuchet, traduzione di Giuseppe Pallavicini Caffarelli, introduzione di Maurizio Cucchi, Collana Oscar Classici, Milano, Mondadori, 1993.
- in  Tutti i romanzi, traduzione di a cura di Massimo Colesanti, Roma, Newton Compton, 1996.
- Bouvard e Pécuchet, traduzione di Franco Rella, Collana UEF. I Classici, Milano, Feltrinelli, 1998.
- Bouvard e Pécuchet, traduzione di Margherita Giacobino, Collana I Classici Classici n.70, Milano, Frassinelli, 2000.
- in  Opere (1863-1880), traduzione di Ernesto Ferrero, a cura di Giovanni Bogliolo, Collezione I Meridiani, Milano, Mondadori, 2000.